# Градислав Бориловић
Градислав Бориловић (грчки: Μποριλοβίκης; умро после 1352) био је српски великаш који је носио титуле војводе, казнаца и тепчије током владавина Стефана Уроша III Дечанског (1321-1331) и Стефана Душана (1331-1355). Предводио је српску војску у бици код Димотике 1352. године.

## Стефан Дечански
Градислава у изворима први пут срећемо у документу Стефана Дечанског од 22. јануара 1325. године. Заједно са призренским митрополитом Арсенијем, казнацом Балдовином, жупаном Вратком Немањићем, ставиоцем Милошем, војводом Дејаном Мањком, Градиславом Сушеницом, Николом Бућом и архиђаконом Марином Баранићем, Градислав се јавља као сведок приликом потписивања документа о продаји Стона и Пељешца Дубровачкој републици. Продаја је званично обављена тек 1333. године. Градислав се овде јавља са титулом војводе. Редослед титула на српском двору тада је био: ставилац, челник, казнац, тепчија и војвода. 
Византијско и Бугарско царство склапају 1330. године савез против Србије. Дечански и млади краљ Душан наносе пораз бугарском цару Михаилу III Шишману у бици код Велбужда након чега је нећак Стефана Дечанског, Јован Стефан, постављен на бугарски престо. Дечански је тада имао прилику да нападне Византију што није учинио. То је довело до незадовољства племства које је тражило проширење ка југу. Незадовољство је прерасло у отворен сукоб. Млади краљ Душан побунио се против оца и збацио га са престола. Градислав Бориловић, као и неки други магнати који су служили Дечанског (нпр. Војин, отац Милоша, Алтомана и Војислава и Ђураш Илијић) подржавају Душана у овом рату.

## Стефан Душан
Градислав се у изворима помиње 1333. године као барјактар краља Душана. Раније су ту функцију обављали властелин Младен (деда Вука Бранковића) и војвода Војин. Градислав је 1337. године поклонио село манастиру Трескавац код Прилепа кога је обновио краљ Душан. У другој повељи Стефана Душана, донетој у периоду од 1336. до 1345, Градислав се помиње са титулом тепчије. Тепчија је у српским средњовековним земљама био дворски и провинцијски функционер који се бринуо о одржавању владаревих земљишних поседа.
У грађанском рату у Византији између Јована V и Јована Кантакузина, Градислав је послат да помогне младом цару у борби против Кантакузина и турског бега Орхан Газија. Турци су раније, 1344. године, нанели пораз Прељубовој војсци у бици код Стефанијане. То је први већи сукоб Срба и Турака на Балканском полуострву. Турци, међутим, нису били у стању да спрече Душана да освоји Македонију и Епир. Градислав се помиње 16. априла 1346. године, заједно са Константином Севастократоровићем и кастрофилаксом (помоћником кефалије) Драгманом, на сабору у Скопљу на коме је Душан крунисан за "цара Срба и Ромеја" од стране српског патријарха Јоаникија. Грађански рат у Византији завршен је победом Кантакузина. Кантакузинов син Матеја наставио је рат са Душаном нападајући српске територије у западној Тракији. Као један од вођа најамничке војске у Кантакузиновој војсци био је и будући емир Мурат. Срби у новом грађанском рату подржавају Јована Палеолога. Јован Кантакузин тражи помоћ од Орхана. Кантакузинове снаге спасле су Матију који је нападнут од стране Јована Палеолога. Турске трупе заузимају неке градове који су се предали Јовану Палеологу. Кантакузин је дозволио пљачке. Опљачкан је и Хадријанопољ. Палеолог се повлачи у Србију. Душан му је послао коњицу од 4000 или 6000 људи под командом Градислава Бориловића. Овде се Бориловић помиње као казнац. Орхан је Кантакузину дао 10.000 коњаника.

### Битка код Димотике
Две војске сукобиле су се код Димотике (данашња Дидимотика) октобра 1352. године. Битка је одлучила судбину Византијског царства. Бројнија турска војска поразила је слабију српску. Кантакузин је задржао власт, док је Јован Палеолог побегао на млетачко острво Тенедос. Према хроници Јована Кантакузина, живот је у бици изгубило око 7000 Срба, мада се ове процене сматрају претераним. Нићифор Григора (1295-1360) наводи бројку од 4000 људи. Битка код Дидимотике представља прву већу победу Турака на европском тлу. 
Не зна се тачна година смрти Градислава Бориловића. Сахрањен је у манастиру Трескавац код Прилепа. Пред крај живота је носио титулу тепчије.